# Kaniganapalli, Srinivaspur
Kaniganapalli là một làng thuộc tehsil Srinivaspur, huyện Kolar, bang Karnataka, Ấn Độ.